# Andigena
Andigena es un género de aves piciformes de la familia Ramphastidae. Agrupa a cuatro
especies originarias de América del Sur.

## Especies
Se reconocen las siguientes especies:
- Tucán morado de pico pintado / tucán piquiplano (Andigena laminirostris)
- Tucán morado de cabeza negra / tucán pechigrís (Andigena hypoglauca)
- Tucán morado de pico verde / tucán encapuchado (Andigena cucullata)
- Tucán celeste / tucán piquinegro (Andigena nigrirostris)